# Periboeum aduncum
Periboeum aduncum là một loài bọ cánh cứng trong họ Cerambycidae.